# Fawcett City
Fawcett City è una città immaginaria, e casa di Capitan Marvel e della Famiglia Marvel della DC Comics. Il suo nome deriva dalla casa editrice originale dei fumetti di Capitan Marvel, la Fawcett Comics. È anche la casa di Bulletman e Bulletgirl, Spy Smasher, Ibis l'Invincibile, Mister Scarlet e Pinky the Whiz Kid e Minute-Man.

## Descrizione della città
Caratteristiche di Fawcett City includevano la stazione radio "WHIZ", in cui lavorava come reporter dal vivo, l'alter ego adolescente di Capitan Marvel, Billy Batson. Le sue strade furono chiamate in onore dei creatori che lavorarono alla creazione dei fumetti di Shazam! come Otto Binder e Bill Parker.
Fawcett City, come tutte le altre città che comparirono nei fumetti della DC Comics, non ha una locazione precisa, nonostante fu identificata e locata nel Midwest negli Stati Uniti. Nella serie degli anni novanta The Power of Shazam!, fu suggerito che era locata in Wisconsin, grazie a numerose indicazioni fornite da Jerry Ordway. Uno speciale di Teen Titans Secret Files & Origins, tuttavia, affermò che Fawcett City era ubicata nell'Indiana.

## Storia
La città si distingueva nelle storie dei fumetti grazie ad un look vecchio stile. Nonostante esista nel mondo moderno, con le tecnologie ed eventi correnti, Fawcett sembra una città in vecchio stile, come se fosse ferma tra gli anni quaranta e cinquanta. Questa sembianza senza tempo fu spiegato nella serie The Power of Shazam! come parte di un incantesimo gettato sulla città nel 1955 da Ibis l'Invincibile. L'incantesimo fu richiesto dal Mago Shazam, e fu detto che avrebbe protetto Fawcett dalle influenze negative esterne e avrebbe rallentato il passare del tempo. Per i successivi quarant'anni all'interno dell'Universo DC, la città esistette come un fermo degli anni cinquanta. L'incantesimo fu rimosso in The Power of Shazam n. 11 (gennaio 1996), e Fawcett cominciò lentamente a trasformarsi in una città moderna, sebbene molti degli stili dei suoi palazzi in stile Art Deco e generalmente i suoi valori in moda antica rimasero intatti.